# SS-Panzerregiment 5
Het SS-Panzerregiment 5 was een Duits tankregiment van de Waffen-SS tijdens de Tweede Wereldoorlog.

## Krijgsgeschiedenis

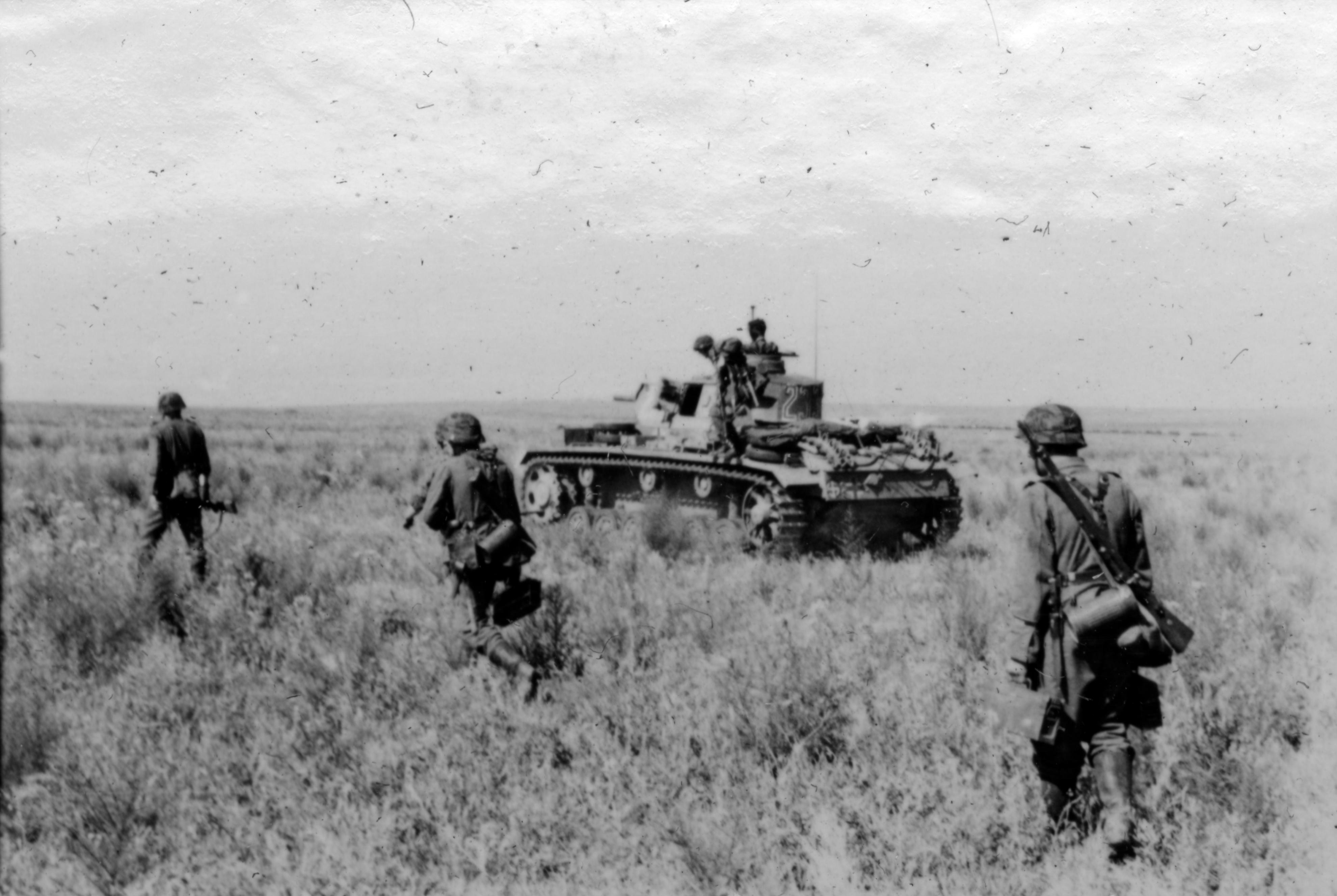
PzKw III in Rusland, juni 1942

SS-Panzerregiment 5 werd 28 februari 1943 opgericht op Oefenterrein Altneuhaus. De I. Abteilung werd gevormd door omdopen van SS-Pz.Abt. 5.
Het regiment maakte bij oprichting deel uit van de SS-Panzergrenadier-Division Wiking en vanaf 22 oktober 1943 van de 5. SS-Panzer-Division Wiking en bleef dat gedurende zijn verdere bestaan.
De staf met II. Abteilung werden naar in eerste halfjaar 1943 naar Kroatië verplaatst voor verder vorming en training. De Abteilung had nog geen tanks. Pas in december 1943 verplaatsten staf met II. Abteilung naar Erlangen en daarna naar Frankrijk. De Abteilung werd een Panther-Abteilung. De eerste Panther’s arriveren pas 20 december 1943. Na de vernietiging van de divisie in de Slag om Korsun werd de I. Abteilung weer opgebouwd in Lublin in Polen. Intussen waren staf met II. Abteilung naar Chełm in Polen verplaatst. Pas op 21 maart 1944 was het regiment voor de allereerste keer compleet. Beide Abteilungen hadden nu 4 compagnieën.
Het regiment capituleerde (met grote delen van de divisie) bij Radstadt aan Amerikaanse troepen op 8 mei 1945.

## Samenstelling bij oprichting
- I. Abteilung met 3 compagnieën (1-3)
- II. Abteilung met 4 compagnieën

## Wijzigingen in samenstelling
Geen bekend.

## Opmerkingen over schrijfwijze
- Abteilung is in dit geval in het Nederlands een tankbataljon.

## Commandanten
| Rang                   | Naam                | Begin            | Eind             |
| ---------------------- | ------------------- | ---------------- | ---------------- |
| SS-Standartenführer    | Johannes Mühlenkamp | december 1943    | 11 augustus 1944 |
| SS-Obersturmbannführer | Fritz Darges        | 11 augustus 1944 | 8 mei 1945       |

Panzerregiment 1 · Panzerregiment 2 · Panzerregiment 3 · Panzerregiment 4 · Panzerregiment 5 · Panzerregiment 6 · Panzerregiment 7 · Panzerregiment 8 · Panzerregiment 9 · Panzerregiment 10 · Panzerregiment 11 · Panzerregiment 15 · Panzerregiment 16 · Panzerregiment 17 · Panzerregiment 18 · Panzerregiment 21 · Panzerregiment 22 · Panzerregiment 23 · Panzerregiment 24 · Panzerregiment 25 · Panzerregiment 26 · Panzerregiment 27 · Panzerregiment 28 · Panzerregiment 29 · Panzerregiment 31 · Panzerregiment 33  · Panzerregiment 35 · Panzerregiment 36 · Panzerregiment 39 · Panzerregiment 69 · Panzerregiment 80 · Panzerregiment 100 · Panzerregiment 101 · Panzerregiment 102 · Panzerregiment 116 · Panzerregiment 118 · Panzer-Lehr-Regiment 130 · Panzerregiment 201 · Panzerregiment 202 · Panzerregiment 203 · Panzerregiment 204 · Schweres Panzer-Regiment Bäke · Panzerregiment Brandenburg · Panzerregiment Coburg · Panzerregiment Feldherrnhalle · Panzerregiment Feldherrnhalle 2 · Panzerregiment Hermann Göring · Panzerregiment Großdeutschland · Panzerregiment Kurmark · Panzerregiment von Lauchert · Panzerregiment Major Rettemeier · Fallschirm-Panzerregiment 1 · Fallschirm-Panzerregiment 21 · SS-Panzerregiment 1 LSSAH · SS-Panzerregiment 2 · SS-Panzerregiment 3 · SS-Panzerregiment 5 · SS-Panzerregiment 9 · SS-Panzerregiment 10 · SS-Panzerregiment 11 · SS-Panzerregiment 12